# 甘露寺篤長
甘露寺篤長（かんろじ あつなが、寛延2年（1749年）5月3日 - 文化9年（1812年）2月29日）は、江戸時代後期の公卿。

## 官歴
- 明和元年（1764年）：従五位上、侍従
- 明和4年（1767年）：正五位下
- 明和6年（1769年）：右少弁
- 明和8年（1769年）：蔵人、正五位上
- 安永元年（1772年）：左衛門権佐、造興福寺長官、御祈奉行、左少弁
- 安永3年（1774年）：神宮弁、賀茂下上社奉行、氏院別当、右中弁
- 安永7年（1778年）：正四位下、蔵人頭
- 安永8年（1779年）：正四位上、右大弁
- 天明元年（1781年）：左大弁、参議
- 天明2年（1782年）：従三位
- 天明5年（1785年）：正三位、踏歌節会外弁、権中納言
- 天明8年（1788年）：従二位
- 寛政元年（1789年）：按察使
- 寛政3年（1791年）：権大納言
- 寛政4年（1791年）：正二位
- 文化9年（1812年）：従一位

## 系譜
- 父：甘露寺規長
- 母：黒田長貞の娘
- 子：甘露寺国長